# Kohlschwarz
Kohlschwarz là một đô thị thuộc huyện Voitsberg thuộc bang Steiermark, nước Áo. Đô thị Kohlschwarz có diện tích 15,95 km², dân số thời điểm cuối năm 2005 là 754 người.